# Бородулина, Мария Кузьминична
Мария Кузьминична Бородулина — советский хозяйственный, государственный и политический деятель.

## Биография
Родилась в 1925 году. Член КПСС.
С 1942 года — на хозяйственной, общественной и политической работе. В 1942—1986 гг. — участница ПВО города Москвы, бригадир на строительстве студентами МГИИЯ железнодорожной ветки, преподаватель немецкого языка, доцент, профессор, ректор Московского государственного педагогического института иностранных языков им. М. Тореза.
Умерла в Москве в 2005 году.

## Сочинения
- Бородулина, Мария Кузьминична. История олимпийских игр: (Пособие по нем.яз.) /М. К. Бородулина, Г. С. Тюпаева, И. И. Халеева; М- во высш. и сред. спец. Образования СССР, МГПИ ин. яз. им. Мориса Тореза.- М., 1978. — 59 с.- (Б-чка переводчика и гида-переводчика Олимпиады −80).
- Бородулина, Мария Кузьминична. Основы преподавания иностранных языков в языковом вузе. Серия: Библиотека преподавателя — Высшая школа, 1968 г.
- Бородулина, Мария Кузьминична. Немецкая разговорная лексика: учебное пособие для вузов. — Высшая школа, 1987 г.
- Бородулина, Мария Кузьминична. Наша Родина — СССР [Текст] : учеб. пособие по развитию навыков устной речи на нем. яз. для ин-тов и фак. иностр. яз. / М. К. Бородулина, Н. А. Соловьян, Г. С. Тюпаева. — М. : Высшая школа, 1984. — 126 с. — 0.30 р.